# Strażnica WOP Chełmsko Śląskie
Strażnica Wojsk Ochrony Pogranicza Chełmsko Śląskie – nieistniejący obecnie pododdział Wojsk Ochrony Pogranicza pełniący służbę graniczną na granicy polsko-czechosłowackiej.
Strażnica Straży Granicznej w Chełmsku Śląskim – nieistniejąca obecnie graniczna jednostka organizacyjna Straży Granicznej realizująca zadania bezpośrednio w ochronie granicy państwowej z Czechosłowacją/Republiką Czeską.

## Formowanie i zmiany organizacyjne
W związku z wymogami sytuacji granicznej pod koniec lat 40. XX w. utworzono strażnicę WOP Chełmsko Śląskie. W 1951 strażnica weszła w skład 125 batalionu WOP.
Od 15 marca 1954 wprowadzono nową numerację strażnic, a strażnica WOP Chełmsko Śląskie otrzymała nr 259 w skali kraju. 
W 1956 rozpoczęto numerowanie strażnic na poziomie brygady. Strażnica III kategorii Chełmsko Śląskie była 23. w 5 Brygadzie Wojsk Ochrony Pogranicza. W 1960, po kolejnej zmianie numeracji, strażnica posiadała numer 4 i zakwalifikowana była do kategorii IV w 8 Sudeckiej Brygadzie WOP . W 1964 strażnica WOP nr 4 lądowa Chełmsko Ślaskie zaliczona była do IV kategorii.
W 1976, po reformie administracyjnej kraju i powołaniu nowych województw, w struktury batalionu górskiego WOP Szklarska Poręba włączona została Strażnica WOP Chełmsko Śląskie.
W 1976 batalion zabezpieczał łączność telefoniczną. Linia zamontowana była na siedmiometrowych słupach pomiędzy batalionem a strażnicą. Słupy telefoniczne zdemontowane zostały w latach 80. Wojsko wydzierżawiło łącza telefoniczne od Telekomunikacji Polskiej i nie było potrzeby utrzymywania własnej łączności. Niezależnie od sieci łączności batalionu ze strażnicami, istniała sieć łącząca strażnicę z terenem, który jej podlegał. Sieć poprowadzona była wzdłuż pasa drogi granicznej. Jeśli żołnierz podczas służby chciał się połączyć ze strażnicą, rozkręcał złączki na drutach, przyczepiał krokodylki do drutów, kręcił korbką, aparatu telefonicznego, który nosił przy sobie. W tym czasie w strażnicy spadały klapki, a dyżurny wsadzał sznur do gniazdka centrali telefonicznej CB-20. Gdy obaj wykonali te czynności, mogli zacząć rozmowę. Wymóg był taki, że na styku z sąsiednią strażnicą element służby granicznej musiał się połączyć z dyżurnym–operacyjnym strażnicy (DOS) i zameldować dojście do styku, tam był niższy słup ze skrzynką telefoniczną. Batalion wyposażony był w radiotelefony ale były zbyt duże i ciężkie, by żołnierze patrolujący góry mogli je nosić ze sobą. Dyżurni–operacyjni mieli radiostacje, one też były dużych rozmiarów.
Na strażnicy były hodowane świnie, karmione resztkami jedzenia oraz funkcjonował ogródek warzywny. Taka gospodarka trwała do 1989. Potem żołnierzy ubywało, więc zaprzestano prowadzenia tej działalności. Zgodnie z normą żołnierz dziennie otrzymywał 4400 kalorii w tym dodatek górski.
Strażnica WOP Chełmsko Śląskie do 15 maja 1991 była w strukturach Łużyckiej Brygady Wojsk Ochrony Pogranicza.
Straż Graniczna:

Po rozwiązaniu Wojsk Ochrony Pogranicza, 16 maja 1991 strażnica w Chełmsku Śląskim weszła w podporządkowanie Łużyckiego Oddziału Straży Granicznej w Lubaniu i przyjęła nazwę strażnica Straży Granicznej w Chełmsku Śląskim.

## Ochrona granicy
W ochronie granicy dowódcy strażnicy ściśle współpracowali ze swoimi odpowiednikami tj. naczelnikami placówek OSH (Ochrana Statnich Hranic) CSRS.
Straż Graniczna:
Komendanci strażnicy współdziałali w zabezpieczeniu granicy państwowej z placówkami po stronie czeskiej cizinecké policie RCPP.

## Wydarzenia
Straż Graniczna:
- 1992 – otrzymano na wyposażenie samochody Land Rover Defender I 110, skutery śnieżne, z czasem czterokołowce. To była nowa, wyższa jakość po GAZ-69 i UAZ 469 oraz skuterach śnieżnych Buran, które spalały dużą ilość paliwa i były awaryjne. Nowe skutery Scandic były szybkie, zwrotne i wygodniejsze[10].

## Strażnice sąsiednie
- 5 strażnica WOP Golińsk II kat. ⇔ 3 strażnica WOP Okrzeszyn IV kat. – 31.12.1960
- 5 strażnica WOP lądowa II kat. Golińsk ⇔ 3 strażnica WOP lądowa IV kat. Okrzeszyn – 01.01.1964
- strażnica WOP Golińsk ⇔ strażnica WOP Lubawka – 1976[6]
- strażnica WOP Golińsk ⇔ strażnica WOP Lubawka – 1990

Straż Graniczna:
- strażnica SG w Golińsku[11] ⇔ strażnica SG w Lubawce – 1991[9].